# Baronía de San Luis
La Baronía de San Luis (en catalán: Sant Lluís) fue un título nobiliario vinculado al principado de Cataluña desde 1794 por concesión de real cédula de 6 de abril de 1794 por Carlos IV de España en el real sitio de Aranjuez, en favor de José Manuel Pascalí i Santpere.
José Manuel Pascalí i Santpere fallece en 1808, dejando los derechos de sucesión a su hija única, María de Pascalí y Pau, quien fallece en 1810 sin sucederlo ni dejar descendientes, quedando el título vacante y posteriormente caducado oficialmente al no haber podido ser rehabilitado con éxito por el Reino de España. Actualmente es simplemente un Título histórico.

## Barones de San Luis
|                        | Titular                        | Periodo                |
| Creación por Carlos IV | Creación por Carlos IV         | Creación por Carlos IV |
| ---------------------- | ------------------------------ | ---------------------- |
| I                      | José Manuel Pascalí i Santpere | 1784-1810              |
| Único titular          |                                |                        |
| Título Caducado        |                                |                        |

## Historia

### Can Baró
Corresponde en puridad a la puesta en sociedad de uno de los señoríos históricos del Principado vinculados a la casa real por su lealtad a la causa centralista en los sucesos de 1641. Para conmemorar esta efeméride y en prueba de poder se levanta Can Baró en los terrenos del nordeste de la ciudad de Barcelona que aún conservan su memoria. En ellos todavía un portal barroco blasona la fecha de 1647 en que se construye la propiedad.
La propiedad pasa por distintas etapas a lo largo de los siglos XVII y XVIII. Solo tras la caída del antiguo régimen, se empieza a conocer como Can Pascalí.
Vendida por los herederos naturales en 1867 a una familia madrileña, comienzan las parcelaciones y derribo de la casa señorial sin que la memoria colectiva pierda la nomenclatura original de la zona.

### Baronía de San Luis
José Manuel Pascalí y Santpere, hijo de Lluís de Pascali (nombrado caballero y ennoblecido el 24 de septiembre de 1744 por el rey Felipe V) y de Francesca Santpere, casó con María de Pau y van Marck de Lummen (? - Madrid, 1812), dama de la Orden de las Damas Nobles de la Reina María Luisa,  hija de Pedro de Pau (Gante, Bélgica, 1684 - ?) y de Madeleine Marie Eléonore van Marcke de Lummen (Oudenaarde, Bélgica, 1698 - ?). 
Doña María de Pau y van Marck de Lummen, gracias a su origen noble, entró en el séquito de la monarquía de las Dos Sicilias como niñera de la reina María Isabel de Borbón (Madrid, 1789 - Portici, 1848). La madre de esta futura reina era la ya reina María Luisa de Parma. Ella, como niñera de la infanta María Isabel, tuvo mucha relación con la madre de la niña, la reina. Como la niña se casó con 13 años de edad, ella "perdió" el trabajo y la reina la recompensó con la donación de un título nobiliario para su marido, que no tenía.
El marido de la reina madre era el rey Carlos IV, quien el 21 de abril de 1792 fundó la Orden de las Damas Nobles de la Reina María Luisa en honor de su esposa. A doña María de Pau la aceptaron como miembro de la Orden y a don José Manuel Pascali y Santpere, su marido, le otorgaron el título de Barón de San Luis como recompensa de los servicios prestados por parte de su mujer.
José Manuel Pascali y Santpere falleció en 1808, dejando los derechos de sucesión sobre el señorío a su hija única: Manuela María de Pascalí y Pau (Barcelona, hacia 1774 - Tarragona, 1810), quien se casó con Antonio José María Ruiz Urriés de Castilla y Casasús (Huesca, 1761 - ?), II conde de Ruiz de Castilla. Tuvieron solo un hijo, Carlos Luis Fernando Ruiz de Castilla y Pascalí (Madrid, 1793 - Madrid, 1795), que murió a los 22 meses de edad. Ambos murieron sin dejar descendencia, quedando el título vacante y finalmente caducó oficialmente al no haber sido rehabilitado con éxito por el Reino de España. Por lo que deviene su heredero legal y natural su sobrino el eminente general laureado don Rafael Izquierdo Gutiérrez, héroe nacional de Filipinas. 
María Pascalí y Gutiérrez de Gerona, (Barcelona, 1800 - 1881). En recuerdo de sus padres y de su familia, levanta en el cementerio de Monjuic de Barcelona una capilla gótica que contiene los restos de sus padres, así como también una urna con ciertos restos de san Luis de Anjou, regalados junto al señorío por la real cédula antes citada. Un busto relicario neogótico decorado en plata fina, procedente del cenotafio situado en la sección tercera (santa Eulalia) del cementerio de Monjuic  es confiscada en Valencia en los sucesos de 1936 en la  casa de Fausto Izquierdo Rodríguez, pudiéndose salvar de la misma parte de los restos citados. Se conserva la misma en el museo de la Ciudad de Valencia, en el depósito de objetos confiscados por las fuerzas de orden público durante los sucesos de 1936 sin reclamar.
En 1881, el general Rafael Izquierdo y Gutiérrez (Santander, 1820 -
Madrid, 1882) inicia los trámites de solicitud de sucesión en el "título" de la Baronía de San Luis, como legatario natural de su prima hermana María Pascalí y Gutiérrez de Gerona.
En 1920 Fausto Izquierdo Rodríguez (Guadalajara, 1874 - Valencia, 1941), primogénito de los hijos de Fausto Izquierdo y Gutiérrez de Gerona, pide carta de sucesión en el "título".
En 1963, su hijo primogénito Cipriano Izquierdo Cabello (Guadalajara, 1910 -
Valencia, 1986) pide de nuevo carta de sucesión en el "título". Policía Secreta por oposición en Madrid en 1929, pasa al servicio personal del presidente de la república de 1931 a 1933. Familia de tradición militar, fallece como comisario en el cuerpo en 1986.
Actualmente su hija mayor María Ángeles Palmira Izquierdo Ros es la heredera. Obra en el archivo familiar toda la documentación histórica y demás vicisitudes sobre la historia de la Baronía así como la carta de sucesión pontificia firmada por el cardenal Eugenio Pacelli en 1939. Si bien el título durante la dictadura no se rehabilitó en España por razones obvias, sí que tiene fecha de rehabilitación papal en 1939 pues todo título de rehabilitación pontificia fue aceptado por la dictadura en 1948.